# Stitch! Eksperiment 626
Stitch! Eksperiment 626 (eng. titel: Stitch! The Movie) er en tegnefilm fra 2003 og den første efterfølgeren til Disney-filmen Lilo & Stitch fra 2002. Filmen blev udgivet direkte på VHS og DVD i 26. august 2003 i USA. Den fungerer som pilot for Lilo og Stitch: Serien.

## Handling
Stitch og hans tidligere fjender, Jumba og Pleakley, er nu alle en del af Lilos familie. Men hvad Lilo og Stitch ikke ved er, at Jumba smuglede sine første 625 rumvæsen-eksperimenter til Hawaii, og den onde kaptajn Gantu vil have dem tilbage. Nu er det op til Lilo og Stitch at redde alle de rumvæsen-eksperimenterende fætre.

## Danske stemmer
- Lilo - Sarah Juel Werner
- Stitch - Amin Jensen
- Nani - Trine Pallesen
- Jumba - John Hahn-Petersen
- Pleakley - Peter Mygind
- David - Paw Henriksen
- Cobra Bobbels - Torbjørn Hummel
- Kaptajn Gantu - Stig Rossen
- Øverste Rådskvinde - Kirsten Olesen
- Dr. Hamsterville - Ole Gorter Boisen

Andre stemmer: Morten Staugaard, Thea Iven Ulstrup, Thomas Mørk, Helene Wolhardt Moe, Jette Sievertsen og Peter Secher Schmidt